# Лабазка-Исовская
Лабазка-Исовская — река в России, протекает по Свердловской области. Устье реки находится в 41 км по левому берегу реки Ис. Длина реки составляет 20 км. В 8,3 км от устья, по правому берегу реки впадает река Берёзовка 2-я.

## Данные водного реестра
По данным государственного водного реестра России относится к Иртышскому бассейновому округу, водохозяйственный участок реки — Тура от истока до впадения реки Тагил, речной подбассейн реки — Тобол. Речной бассейн реки — Иртыш.
Код объекта в государственном водном реестре — 14010501212111200004558.